# تخطيط مصبعي
التخطيط المصبع أي التخطيط المدني المصبعي أو المخطط الشطرنجي نوع من التخطيط المدني فيما يمتد الشوارع بالتوازي والتعامد على زوايا قائمة، تشكيلا لمصبع، ويمكن القول إنه نظام مصبعي. تكاليف البنية التحتية لنظام مصبعي هي عادة أعلى من تكاليف البنية التحتية لنظام ذي شوارع غير متواصلة.
تكاليف الشوارع عامة تعتمد على أربعة متغيرات: عرض الشارع ومدى الشارع وعرض المربع السكني وعرض الرصيف. يسهل عنصران جوهريان للنظام المصبعي، كثرة التقاطع وهنداسة متعامدة، تنقل المشاة. وكذلك، تساعد هذه الهنداسة في التوجه والملاحة، وتساعد كثرة التقاطع في اختيار طريق مباشر إلى الجهات المرغوب فيها.
في روما القديمة، نمط التخطيط المصبعي لقياس الأرض كان اسمه القنطورياطية. يعود تاريخ النظام المصبعي إلى الزمن القديم، ومن أقدم المدن المخططة بنيت على نظام مصبعي.

## نظم مصبعية قديمة

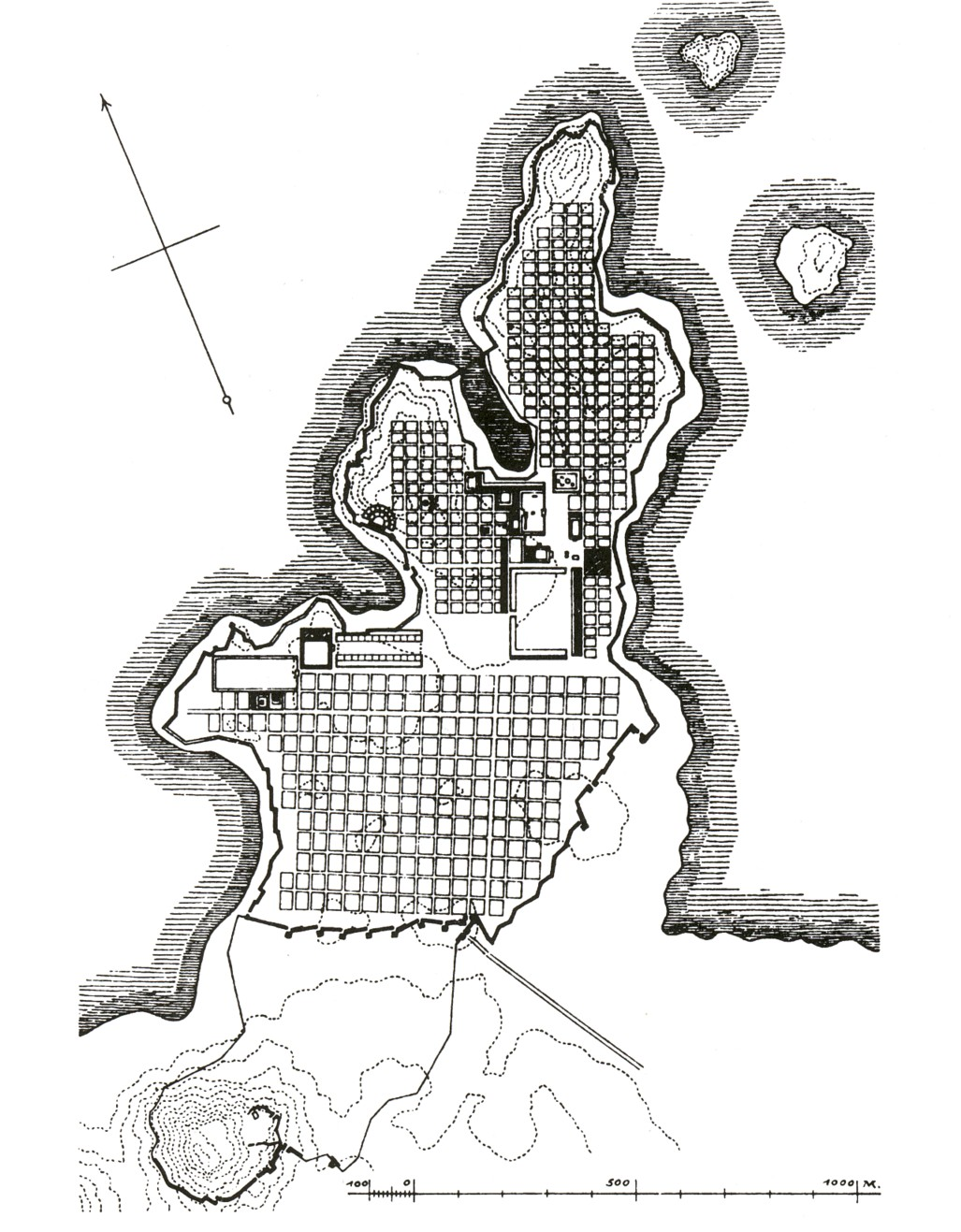
النظام المصبعي لمدينة ميليتوس في العصر القديم

قبل 2600 قبل الحقبة العامة، موهينجو دارو وهارابا، وهما مدينتان مهمتان لحضارة وادي السند (في ما هو باكستان الآن)، كانتا مبنيتين على مربعات سكنية منقسمة على مصبع مكون من شوارع خطية تمتد شمالا-جنوبا وشرقا-غربا. كان كل مربع سكني تقسمه أزقة صغيرة تقسيما ثانيا. مدن وأديرة غاندارا (مثل سركاب وتاكسيلا) والتي يعود تاريخها إلى الفترة بين الألفية الأولى قبل الحقبة العامة والقرن الحادي عشر من الحقبة العامة، كانت لها تصاميم مصبعية كذلك. إنشئت إسلام آباد، وهي عاصمة الباكستان منذ 1959 على نظام مصبعي كذلك مثل أطلال مدينة سركب المهجورة القريبة منها.
وكانت هناك بلدة للعمال بالجيزة في مصر (2570-2500 ق.ح.ع.) آوت قوة عمل متناوبة، والموقع يتكون من مربعات فيها قاعات طويلة يفصلها شوارع على نظام مصبع مخطط. استعمل الكثير من المدن ذات هرم طقوس شارع شمالي جنوبي من القصر الملكي وشارع شرقي غربي من المعبد، يتقاطعان في الساحة المركزية حيث اندمج الإله والملك.
في القرن السابع عشر قبل الحقبة العامة، أمر حمورابي، وهو ملك إمبراطورية بابل، بإعادة بناء بابل: تأسيس وإعادة بناء معابد وأسوار ومباني مدنية وقنوات للري. كانت شوارع بابل واسعة ومستقيمة ومرصوفة بالطوب والقار، وتشكل تقاطعاتها زوايا قائمة.

### الحضارة الرومانية القديمة

قيصرأغسطة أي مدينة سرقسطة:
1.- Decumano; 2.- Cardo ; 3.- Foro de Caesaraugusta ; 4.- Puerto fluvial; 5.- Termas públicas; 6.- Teatro; 7.- Muralla

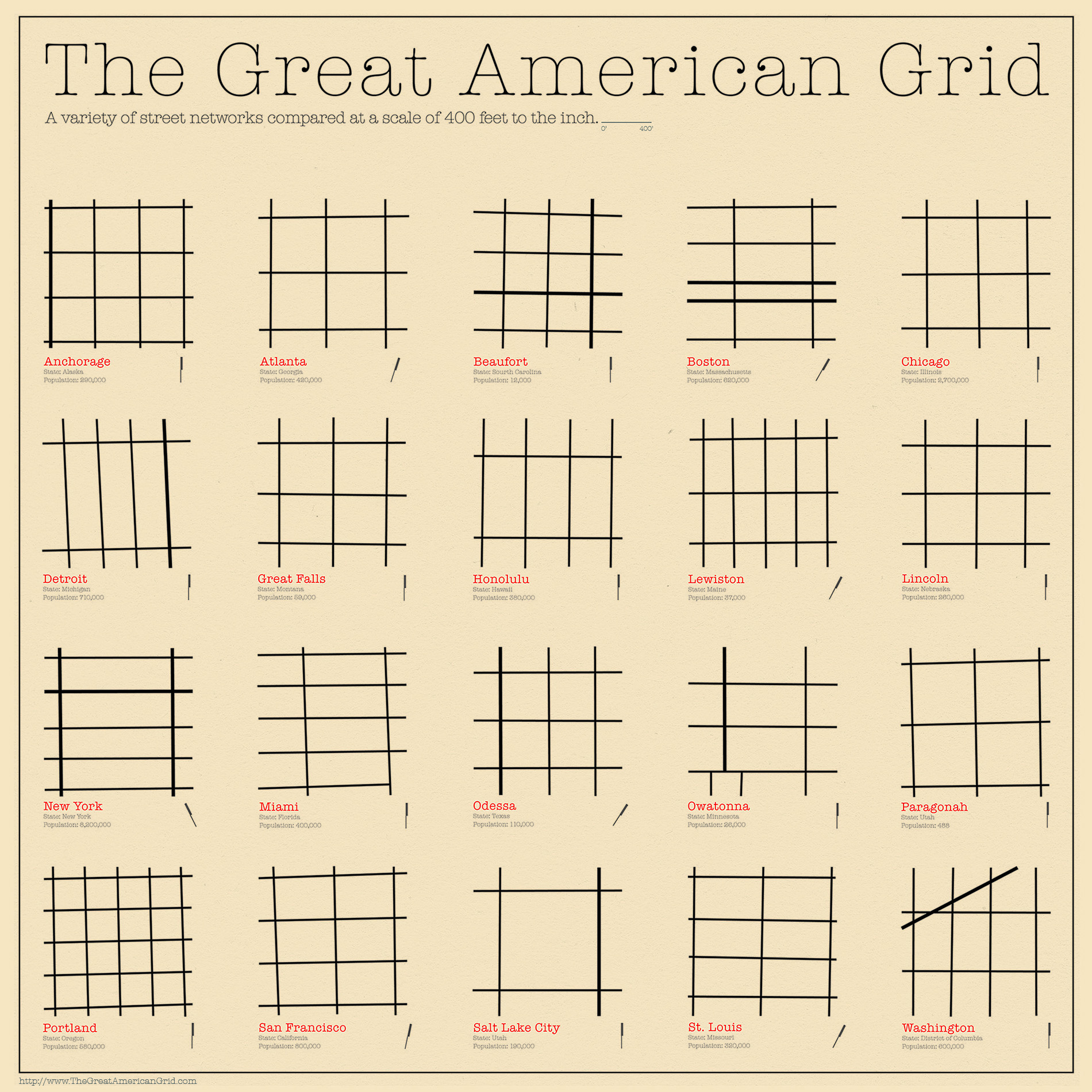
20 نمطا للتخطيط المصبعي في المدن الأميركية

صورة للتخطيط المصبعي في ثلاث مدن توضح الاختلاف في الحجم والتنظيم

## من أواخر القرن التاسع عشر إلى الحاضر

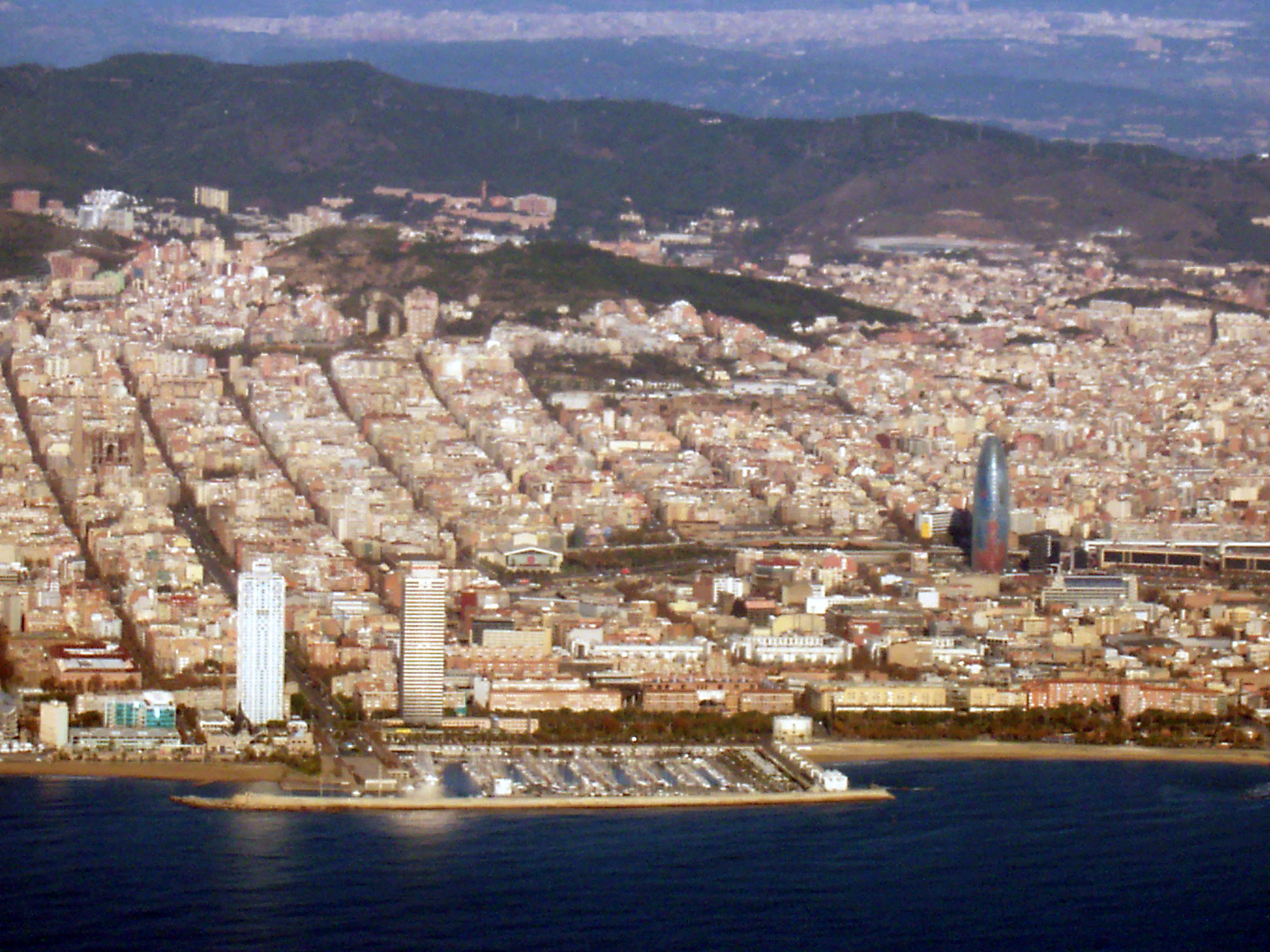
برشلونة

مربعات وشوارع برشلونة كما صممها المهندس المدني الدفنسو سردا. للمربعات فضاءات مفتوحة تواصل عبر الشارع إلى المربعات الملصفة.

## مدن وبلدات على نظام مصبعي
- أننيستون
- بوسطن
- شيكاغو
- هوليوك
- إنديانابوليس
- ميامي
- ميلواكي (ويسكونسن)
- منيابولس
- نيو هيفن (كونيتيكت)
- نيويورك (See Commissioners' Plan of 1811)
- أوكلاهوما سيتي (أوكلاهوما)
- أوماها (نبراسكا)
- أورلاندو (فلوريدا)
- Panorama City
- فينيكس (أريزونا)
- بورتلاند (أوريغون)
- فيلادلفيا
- رالي (كارولاينا الشمالية)
- ريتشموند (فيرجينيا)
- ساكرامنتو (كاليفورنيا)
- سولت ليك (مدينة)
- سان فرانسيسكو
- سافانا (جورجيا)

- توسان (أريزونا)
- واشنطن العاصمة (See L'Enfant Plan)
- Windermere
- وينتر بارك، فلوريدا

- سانت جون (كندا)
- تورونتو
- فانكوفر

- برشلونة
- ديري
- غلاسكو
- مانهايم
- تورينو
- فاليتا

- أديلايد
- بالارات
- Ballina
- كيرنز (ولاية كوينزلاند)
- هوبارت
- ملبورن
- ميلتون كينز (Milton Keynes grid road system)
- نيوكاسل (أستراليا) (See Dangar Grid)
- برث throughout most of the inner city
- سيدني suburbs of Smithfield, Austral, Auburn and Canley Heights

- شانديغار

- بكين
- داتونغ
- شيان

### أوروبا

#### الولايات المتحدة
1. ↑  "معلومات عن تخطيط مصبعي على موقع britannica.com". britannica.com. مؤرشف من الأصل في 2018-09-09.
2. ↑  "معلومات عن تخطيط مصبعي على موقع id.loc.gov". id.loc.gov. مؤرشف من الأصل في 2019-12-14.
3. ↑  "معلومات عن تخطيط مصبعي على موقع vocab.getty.edu". vocab.getty.edu. مؤرشف من الأصل في 2020-01-11.